# Styx River (Derwent River)
Der Styx River ist ein Fluss im Süden des australischen Bundesstaates Tasmanien.

## Geografie

### Flusslauf
Der rund 59 Kilometer lange Styx River entspringt an den Osthängen des Mount Mueller im äußersten Norden des Southwest-Nationalparks und fließt entlang der Nordgrenze des Nationalparks nach Osten. Bei der Big Tree Reserve wendet er seinen Lauf nach Ost-Nordosten und mündet bei Macquarie Plains  in den Derwent River.

### Nebenflüsse mit Mündungshöhen
Er hat folgende Nebenflüsse:
- Charon Rivulet – 466 m
- Jubilee Creek – 406 m
- Cliff Creek – 348 m
- South Styx River – 335 m
- Big Creek – 177 m

## Geschichte
Die ersten Siedler ließen sich 1812 im Tal nieder.

## Vegetation
Im Tal des Styx River findet man Primärwald, in dem einige der höchsten Bäume der Welt, Eucalyptus regnans, wachsen. Die Wilderness Society und Senator Bob Brown haben eine Kampagne zur Rettung des Waldes vor Abholzung zur Gewinnung von Hackschnitzeln gestartet. Einige Bäume in der Big Tree Reserve sind so hoch, dass sie heute eine Touristenattraktion sind und eigene Namen haben, z. B. Christmas Tree und Chapel Tree.

## Freizeitaktivitäten
Der Styx River ist bei Wildwasser- und Kanufahrern beliebt.